# Lettlands röda skyttar

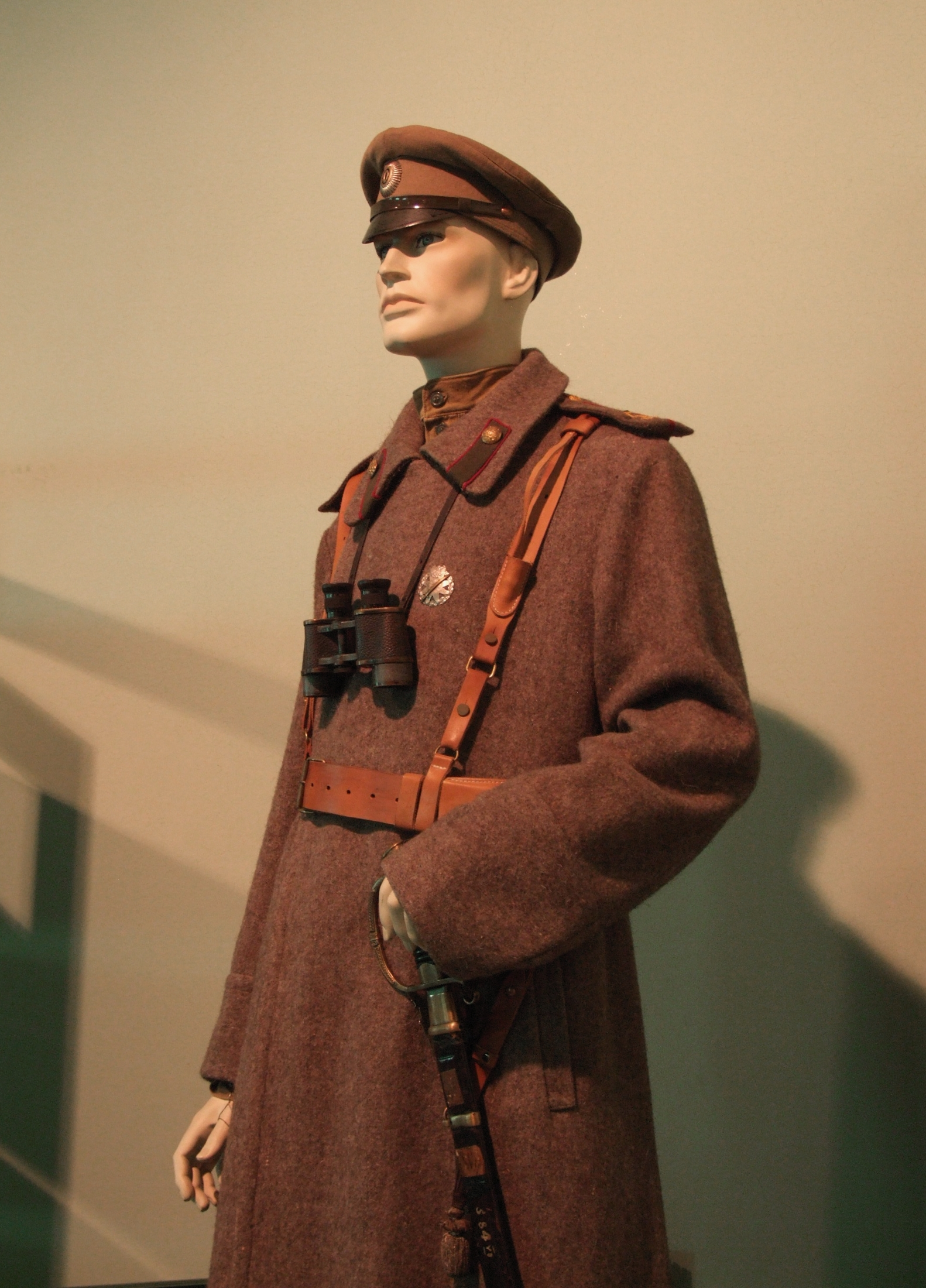
Uniform från 1916.

Lettlands röda skyttar (lettiska: Latviešu strēlnieki, ryska: Латышские стрелкиvar) var ursprungligen en gruppering lettiska soldater i den kejserliga ryska armén som organiserats under första världskriget för att försvara Lettland mot en tysk invasion på östfronten. Styrkan organiserades 1915 och omfattade cirka 40.000 infanterister.
Efter Februarirevolutionen 1917 växte sympatierna för bolsjevikerna och i maj samma år överförde de sin lojalitet helt till bolsjevikerna och stödde dessa i oktoberrevolutionen. De lettiska skyttarna var inledningsvis den enda pålitliga väpnade styrka som bolsjevikerna kunde förlita sig på och de anslöt sig senare till röda armén under det ryska inbördeskriget 1918-1920. En viktig befälhavare var Jukums Vācietis.
I samband med att Lettland fick begränsad autonomi i ett avtal med RSFSR återvände de flesta lettiska skyttarna till Lettland.